# كونتورو مانغكوسوبروتو
كونتورو مانغكوسوبروتو (بالإندونيسية: Kuntoro Mangkusubroto) (من مواليد 14 مارس 1947م في بوروكيرتو بجاوة الوسطى) سياسي إندونيسي ورئيس سابق لوحدة التسليم الرئاسية لرصد التنمية والرقابة من تاريخ 22 أكتوبر 2009. تم حل وحدة التسليم الرئاسية رسميًا من قبل الرئيس جوكو ويدودو اعتبارًا من فبراير 23 2015 استناداً إلى اللائحة الرئاسية رقم 26 لعام 2015 المادة 40 الفقرة ب. تم دمج بعض وظائف هذه المؤسسة في أمانة مجلس الوزراء ومكتب هيئة الرئاسة. كونتورو هو وزير سابق للمناجم والطاقة في إندونيسيا.